# テイク・イット・トゥ・ザ・リミット (イーグルスの曲)
「テイク・イット・トゥ・ザ・リミット」 (Take It to the Limit) は、イーグルスによる4枚目のアルバム『呪われた夜』に収録された楽曲であり、アルバムから3番目のシングルとして1975年11月15日にリリースされた。Billboard Hot 100では4位に達し、イギリスでは12位とイーグルスで最も成功した楽曲の一つである。
この曲は、イーグルスのメンバーであるランディ・マイズナー、ドン・ヘンリー、グレン・フライによって書かれた。リードヴォーカルをとるマイズナーは、彼のソロ・アルバムでも収録している。アルバム『呪われた夜』のレコーディングのときが来てもこの曲は未完成であり、ヘンリーとフライがマイズナーをアシストして完成した。

## イーグルスのバージョン
「テイク・イット・トゥ・ザ・リミット」は、バンドのシングルとしては珍しく、A面ではランディ・マイズナーがソロでリードをとり、A面でドン・ヘンリーまたはグレン・フライ以外のメンバーがリードをとった初めてのシングルである（この後、ティモシー・シュミットも「言い出せなくて」でA面のリードをとった）。また、オリジナルメンバーであるバーニー・レドンがギタリストのジョー・ウォルシュと入れ替わる前の最後のシングルでもある。シングルバージョンは、長さが3分48秒で、アルバムバージョンよりほぼ1分短くなっている。「テイク・イット・トゥ・ザ・リミット」は、4分の3拍子で書かれたイーグルスの数曲のうちの1つである。（ほかに『呪われた夜』に収録されている「ハリウッド・ワルツ」や『ならず者』 (1973年) に収録されているマイズナー、ヘンリー、フライの「サタデイ・ナイト」（レドンとの共作）、『ホテル・カリフォルニア』 (1976年) に収録されている「お前を夢みて」がイーグルスの著名なワルツとしてある。）
マイズナーは、1977年9月、『ホテル・カリフォルニア』ツアーの後にバンドを脱退する。イーグルスのバイオグラフィー『To the Limit: The Untold Story of the Eagles』によれば、この曲のラストでのマイズナーのファルセットボイスは、ファンに人気であり、コンサートの盛り上がりの一つであった。したがって、コンサートでは必ず演奏するべきだとフライは主張したが、マイズナーは嫌がったため、大きな口論のもととなった。ジョー・ウォルシュによれば、マイズナーはこの曲を演奏するのを楽しんでいたが、歌わされるのは好きではなかった。（マイズナーが音を外すと、ドン・ヘンリーが厳しく叱責するために、マイズナーは胃潰瘍になっていた）マイズナーがイーグルスから脱退する直前には、フライはマイズナーにこの曲を歌わせるためにバックステージで体を張った口論をした。この曲は、1999年のロサンゼルス・ステイプルズ・センターのライヴで復活した。また、2004年、2005年のフェアウェル1ツアーやその後のツアーでも同様にグレンによって歌われている。
この曲はマイズナーの最初のソロアルバム『ランディ・マイズナー』でも、デヴィッド・キャシディがバッキングヴォーカルに参加して再収録されている。

## 担当
- ランディ・マイズナー: リードヴォーカル、ベースギター
- グレン・フライ: 12弦アコースティックギター、バッキングヴォーカル
- ドン・ヘンリー: ドラム、バッキングヴォーカル
- ドン・フェルダー: リードギター
- バーニー・レドン: エレクトリックギター
- ジム・エド・ノーマン: ピアノ

## チャート
| チャート (1975)                              | 最高 順位 |
| -------------------------------------------- | --------- |
| U.S. Billboard Hot 100                       | 4         |
| U.S. Billboard Hot Adult Contemporary Tracks | 4         |
| カナダ RPM Top Singles                       | 16        |
| カナダ RPM Adult Contemporary Tracks         | 6         |
| 全英シングルチャート                         | 12        |

## ウィリー・ネルソン&ウェイロン・ジェニングスのバージョン
この曲は、カントリーミュージシャンのウィリー・ネルソンとウェイロン・ジェニングスによって彼らのデュエットアルバム『テイク・イット・トゥ・ザ・リミット』 (1983年) の表題曲としてカバーされている。

### チャート
| チャート (1983-1984)                     | 最高 順位 |
| ---------------------------------------- | --------- |
| U.S. Billboard Hot Country Singles       | 8         |
| U.S. Billboard Bubbling Under Hot 100    | 2         |
| U.S. Billboard Adult Contemporary Tracks | 31        |
| カナダ RPM Country Tracks                | 1         |

## その他
- デイヴ・メイソンはこの曲をカバーしている。
- 1977年のクリストのドキュメンタリー『Running Fence』のためにジル・ランカスターがこの曲をカバーした。
- エタ・ジェイムズの1978年のアルバム『夜のしじまに (Deep in the Night)』に収録。
- シェールは1979-1980年に行われた最初のソロツアーでこの曲を披露し、1989-1990年の「Heart of Stone Tour」でも再び演奏した。
- 1993年、スージー・ボガスはアルバム『Common Thread: The Songs of the Eagles』でこの曲を収録した。
- サラ・ドーターは、1999年のアルバム『Day One'』でこの曲をカバーした。
- リチャード・マークスは、よくコンサートでこの曲をカバーしている。1987年のパフォーマンスの1つは、映像化された。このとき、共にイーグルスとポコの元ベーシストであるマイズナーとティモシー・B・シュミットが初めて共演した（2人は、ロックの殿堂でも共演している）。マイズナーは12弦アコースティックギターを演奏し、シュミットはバッキングヴォーカルをとった。